# Dario Gjergja
Dario Gjergja (21 agosto 1975) è un allenatore di pallacanestro croato naturalizzato belga.

## Palmarès
- Campionato belga: 13

Ostenda: 2011-2012, 2012-2013, 2013-2014, 2014-2015, 2015-2016, 2016-2017, 2017-2018, 2018-2019, 2019-2020, 2020-2021, 2021-2022, 2022-2023, 2023-2024, 2024-2025
- Coppa del Belgio: 8

Ostenda: 2013, 2014, 2015, 2016, 2017, 2018, 2021, 2025
- Supercoppa del Belgio: 3

Liegi: 2009
Ostenda: 2014, 2015
- BNXT League: 1

Ostenda: 2023-2024
- Supercoppa BNXT: 3

Ostenda: 2021, 2022, 2023